# Àngela Merici
Àngela Merici (Desenzano del Garda, 21 de març de 1474 - Brèscia, 27 de gener de 1540) fou una religiosa llombarda, fundadora de la Companyia de Santa Úrsula. Canonitzada el 1807, és venerada per l'Església catòlica.

## Biografia
Va néixer a Desenzano, a la vora del llac de Garda (Llombardia), llavors part de la República de Venècia. Va quedar òrfena als deu anys i anà a viure amb un oncle seu a la propera ciutat de Salò. La seva germana petita hi morí sobtadament, sense haver rebut els últims sagraments, la qual cosa va angoixar la jove Àngela, fent que s'aboqués a la pràctica religiosa. Es va fer del Tercer Orde de Sant Francesc i va fer penitència per la pau de l'ànima de la seva germana. Una llegenda diu que va tenir una visió on va saber que la seva germana era al Paradís.
Quan va fer els vint anys, el seu oncle va morir i ella tornà a la casa pairal de Desenzano. Mentrestant, havia arribat a la convicció que la més greu mancança del seu temps era la falta d'instrucció que tenien les noies, tant en primeres lletres com en qüestions religioses; per això va convertir casa seva en una escola on, en dates acordades, reunia les noies del poble i els ensenyava els fonaments de la fe catòlica.
Una altra llegenda narra que un dia, mentre era en èxtasi, va tenir una visió que li deia que havia de fundar una associació de dones que continuessin i expandissin la seva tasca, dedicant-se a l'educació religiosa de les noies. Així, després de l'escola de Desenzano, va ser convidada a fundar-ne una de similar a la ciutat veïna de Brèscia, on anà el 1516.
En 1525, amb ocasió del jubileu, anà a Roma i el papa Climent VII, que n'havia sentit a parlar com a educadora, la convidà a quedar-se a Roma i obrir-hi escoles. Àngela, però, que no volia fama, va tornar a Brèscia. Finalment, el 25 de novembre de 1535, Àngela trià 28 verges i posà els fonaments de l'orde de les ursulines a una casa vora l'església de Santa Afra de Brèscia. La regla de l'orde va ser aprovada el 8 d'agost de 1536 per Lorenzo Muzio, vicari general del bisbe de la ciutat. L'any següent, Àngela va ser elegida superiora i mare general vitalícia.
En 1539 va dictar els Legati i els Ricordi, que van ser un testament espiritual per a les monges de l'orde. Va morir el 27 de gener de 1540, quan la companyia ja tenia unes 150 membres. Va ser sebollida a Santa Afra a Brèscia, església on anava sovint a pregar davant les relíquies dels sants màrtirs que hi havia i on va voler ser soterrada.

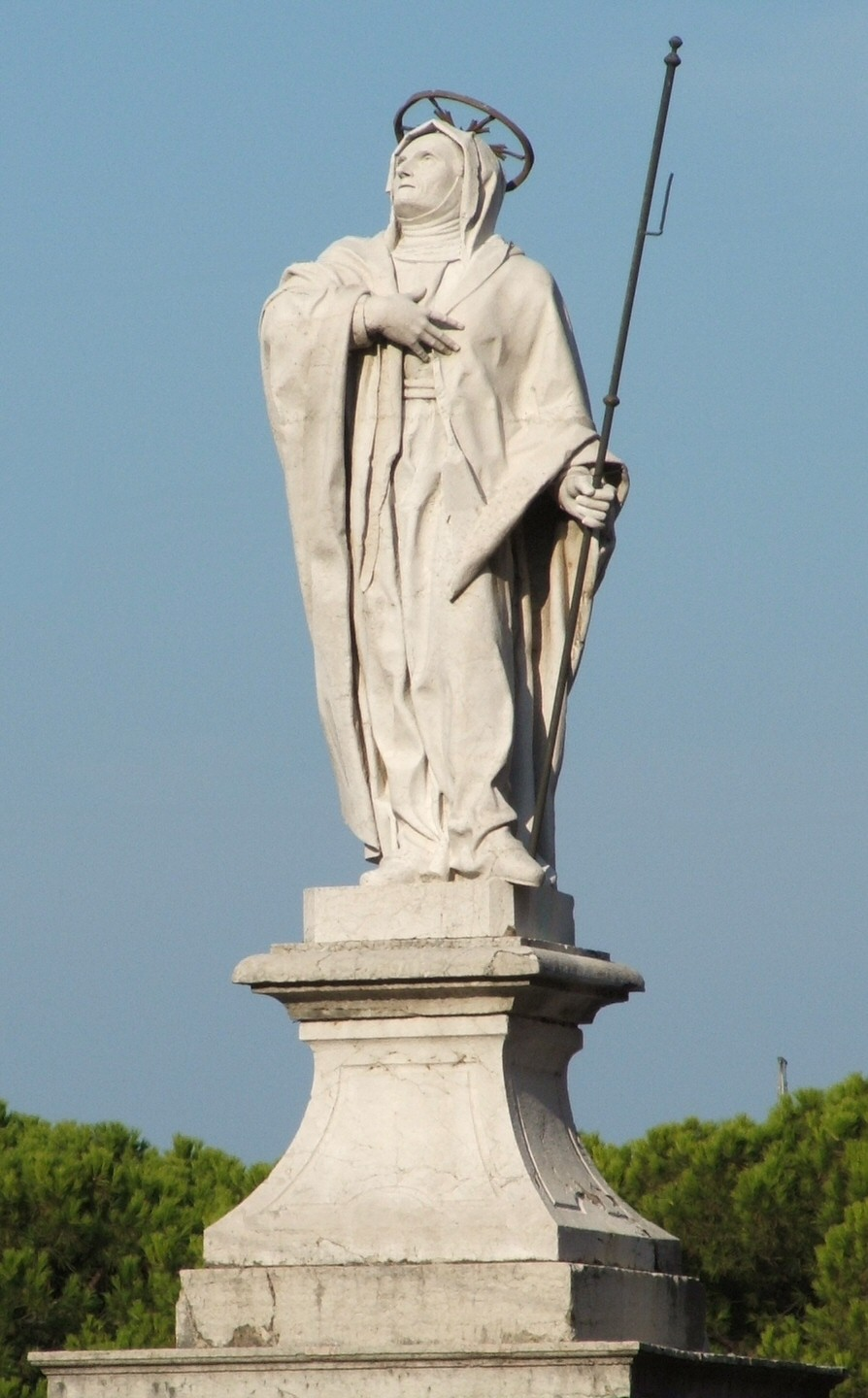
Estàtua a Desenzano del Garda
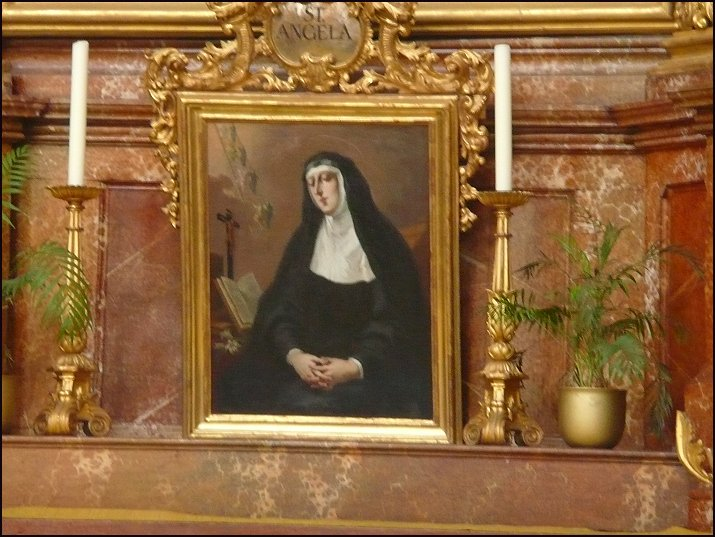
Quadre a la Ursulinenkirche de Linz
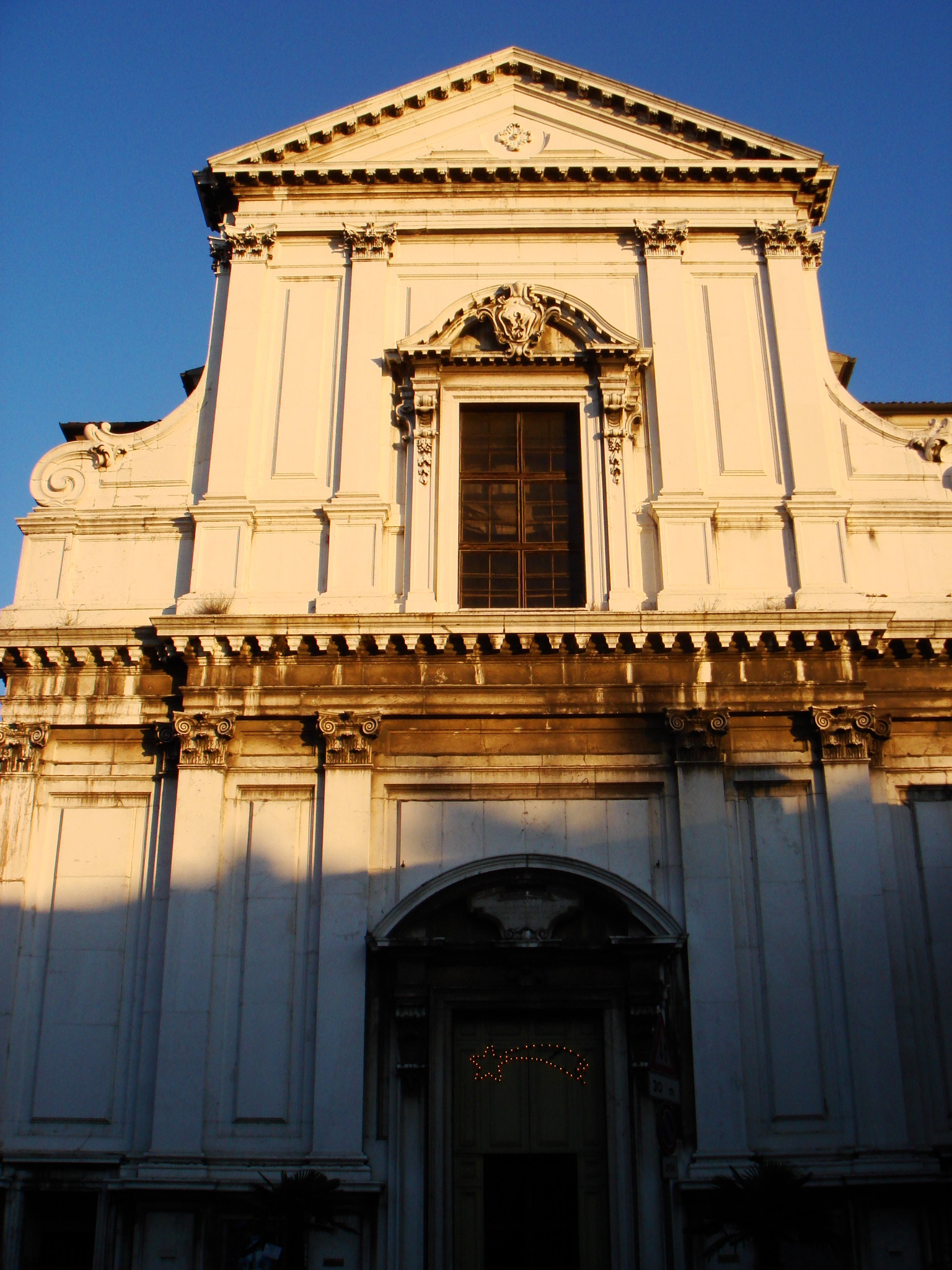
Església de Santa Afra (Brèscia), lloc d'enterrament de la santa

## Veneració
Beatificada en 1768 per Climent XIII, va ser canonitzada el 1807 per Pius VII. La seva festivitat va ser inclosa al calendari litúrgic el 1861, el dia 31 de maig, ja que el 27 de gener era el dia de Sant Joan Crisòstom. El 1955 va ser traslladada al dia 1 de juny fins que, el 1969, Pau VI la va posar el 27 de gener, com a festivitat memorial.
Durant la Segona Guerra Mundial, el 2 de març de 1945, l'església va ser destruïda per un bombardeig. Va ser reconstruïda i es va convertir en el Centro Mericiano.

## Llegendes
Durant un pelegrinatge a Terra Santa el 1524, va quedar temporalment cega, a Creta, però va continuar el viatge i en tornar-ne va recuperar la vista mentre pregava davant d'un crucifix, justament al mateix lloc on l'havia perdut unes setmanes abans.